# Niels Hansen Jacobsen

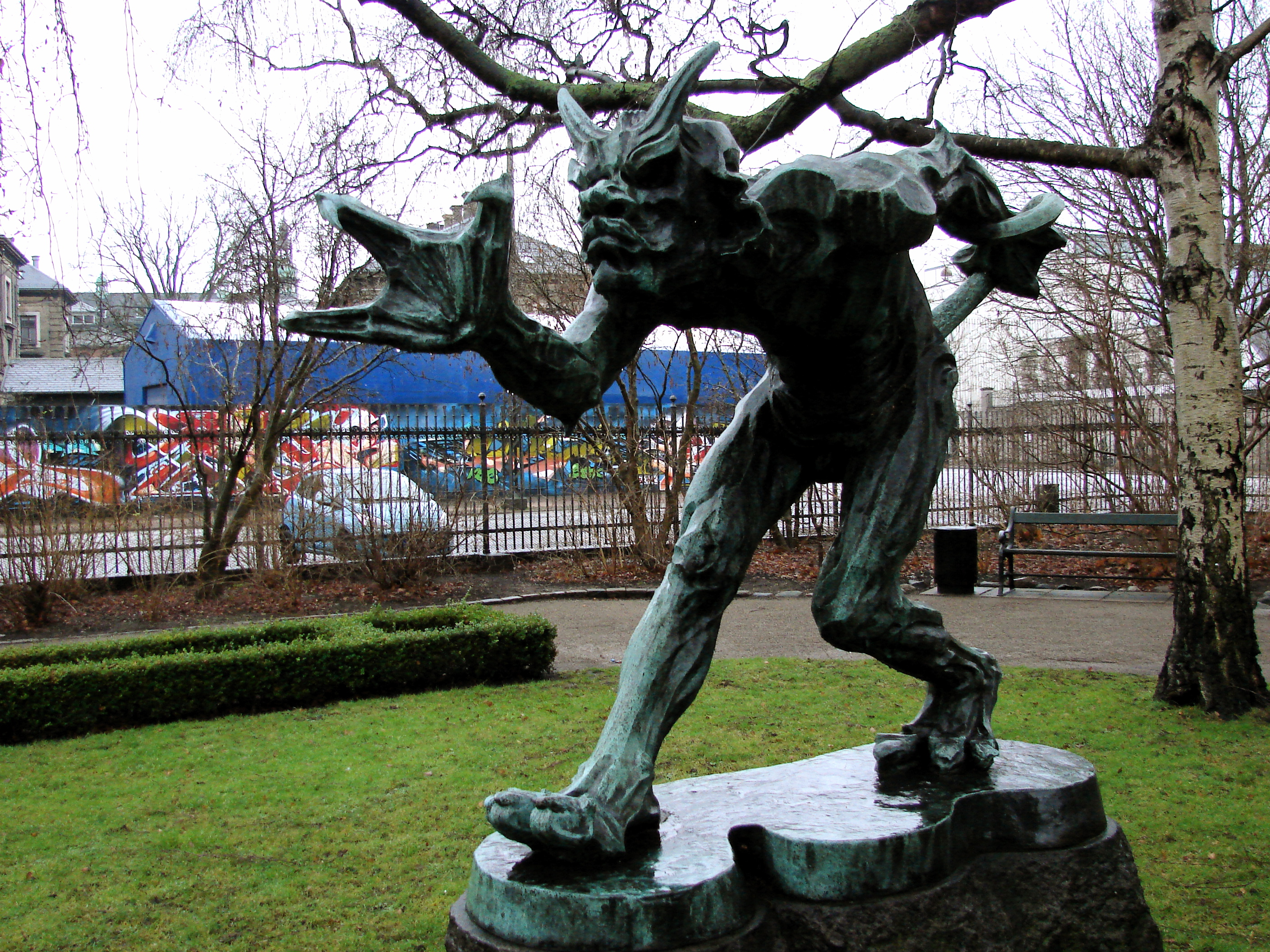
Trold der lugter Kristenblod av Hansen Jacobsen utanför Glyptoteket i Köpenhamn.

Niels Hansen Jacobsen, född 10 september 1861, död 26 november 1941, var en dansk skulptör.
Niels Hansen-Jacobsen räknas som en av de främsta bland de moderna danska skulptörerna. Han arbetade gärna i granit, varvid han så mycket som möjligt lät materialet behålla sin naturliga struktur. Bland hans verk märks Modersmålet (1902), en mäktig kvinnoskepnad,  Tiden och människan (1910), samt byster av författare som Jeppe Aakjær och Johannes V. Jensen. Hansen-Jacobsen var även verksam som keramiker, och hans arbeten i bränd, glaserad lera väckte uppmärksamhet för sin originella dekoration och färgbehandling.